# モーリシャスの大統領
モーリシャスの大統領（モーリシャスのだいとうりょう、英語: President of the Republic of Mauritius, フランス語: Président de la République）は、モーリシャス共和国の国家元首たる大統領である。

## 概要
大統領は政党の所属を禁じられており、就任前に党籍離脱をすることが求められる。大統領は首相の助言に基づき、職務を行使する。なお、大統領は毎年1月1日に新年の演説を行わなければならない。

## 選出
国民議会の投票により選出。

## 大統領の一覧
| 代   | 大統領                                             | 大統領 | 所属政党                         | 期                        | 在任期間                       | 在任期間    | 備考                          |
| ---- | -------------------------------------------------- | ------ | -------------------------------- | ------------------------- | ------------------------------ | ----------- | ----------------------------- |
| 001  | ビーラセイミー・リンガドー Veerasamy Ringadoo      |        | 労働党 （PTr）                   | 1                         | 1992年3月12日 - 1992年6月30日  | 110日       |                               |
| 00－ | ラビンドラ・グルブルン Rabindrah Ghurburrun        |        | 労働党 （PTr）                   | 1                         | 1992年6月30日 - 1992年6月30日  | 0日         | 大統領代行 （第1副大統領）    |
| 002  | カッサム・ウティーム Cassam Uteem                  |        | モーリシャス闘争運動 （MMM）     | 2                         | 1992年6月30日 - 1997年         | 9年 + 230日 |                               |
| 002  | カッサム・ウティーム Cassam Uteem                  | 3      | モーリシャス闘争運動 （MMM）     | 1997年 -2002年2月15日     | 任期満了前に辞任               | 9年 + 230日 |                               |
| 00－ | アンギーディ・ケティア Angidi Chettiar             | 3      |                                  | 労働党 （PTr）            | 2002年2月15日 - 2002年2月18日  | 3日         | 大統領代行 （副大統領）       |
| 00－ | アリランガ・ピレー Ariranga Pillay                 | 3      |                                  | モーリシャスの正義 （JM） | 2002年2月18日 - 2002年2月25日  | 7日         | 大統領代行 （最高裁判所長官） |
| 003  | カール・オフマン Karl Offmann                      |        | モーリシャス社会主義運動 （MSM） | 4                         | 2002年2月25日 - 2003年10月1日  | 1年 + 218日 | 任期満了前に辞任              |
| 00－ | ローフ・ブンドゥン Raouf Bundhun                   |        | モーリシャス闘争運動 （MMM）     | 4                         | 2003年10月1日 - 2003年10月7日  | 6日         | 大統領代行 （副大統領）       |
| 004  | アヌルード・ジュグノート Anerood Jugnauth          |        | モーリシャス社会主義運動 （MSM） | 5                         | 2003年10月7日 - 2008年         | 8年 + 176日 |                               |
| 004  | アヌルード・ジュグノート Anerood Jugnauth          | 6      | モーリシャス社会主義運動 （MSM） | 2008年 - 2012年3月31日    | 任期満了前に辞任               | 8年 + 176日 |                               |
| 00－ | モニーク・ベルポー Monique Ohsan Bellepeau         | 6      |                                  | 労働党 （PTr）            | 2012年3月31日 - 2012年7月21日  | 112日       | 大統領代行 （副大統領）       |
| 005  | ラジュケスウール・ピュリャグ Rajkeswur Purryag     |        | 労働党 （PTr）                   | 7                         | 2012年7月21日 - 2015年5月29日  | 2年 + 312日 | 任期満了前に辞任              |
| 00－ | モニーク・ベルポー Monique Ohsan Bellepeau         |        | 労働党 （PTr）                   | 7                         | 2015年5月29日 - 2015年6月5日   | 7日         | 大統領代行 （副大統領）       |
| 006  | アミーナ・グリブ＝ファキム Ameenah Gurib-Fakim     |        | 無所属                           | 8                         | 2015年6月5日 - 2018年3月23日   | 2年 + 291日 | 任期満了前に辞任              |
| 00－ | バーレン・ヴヤプーリ Barlen Vyapoory               |        | モーリシャス社会主義運動 （MSM） | 8                         | 2018年3月23日 - 2019年11月26日 | 1年 + 248日 | 大統領代行 （副大統領）       |
| 00－ | エッディ・バランシー Eddy Balancy                  |        | 無所属                           | 8                         | 2019年11月26日 - 2019年12月2日 | 6日         | 大統領代行 （司法長官）       |
| 007  | プリトヴィラジシン・ルーパン Prithvirajsing Roopun |        | モーリシャス社会主義運動 （MSM） | 9                         | 2019年12月2日 - 2024年12月2日  | 5年 + 0日   |                               |
| 008  | ダランビア・ゴクール Dharambeer Gokhool            |        | モーリシャス闘争運動 （MMM）     | 10                        | 2024年12月7日 - （現職）       | 199日       |                               |